# Arte serindiana

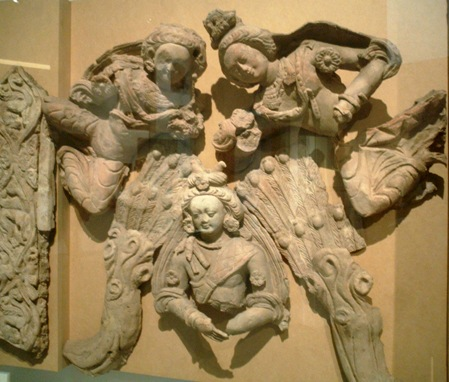
"Gesto heroico de Bodisatva", século VI-VII; terracota, Tumixuque (Xinjiang)

Arte serindiana é a arte que se desenvolveu a partir século II até ao XI em Seríndia ou Xinjiang, a região ocidental da China que faz parte da Ásia Central. Deriva da arte greco-budista da zona de Gandara do que é hoje o Afeganistão e Paquistão. A escultura gandarana recebeu influências das tradições indiana e grega. A influência da cultura grega foi muito provavelmente adquirida antes das invasões de Alexandre, o Grande, sendo que os afegãos nativos retiveram essa influência na região, a qual acabou por desaparecer na Grécia.
Pesquisadores modernos mantém em hipótese que as viagens feitas por missionários budistas na Rota da Seda tenham introduzido esta influência artística, juntamente com o próprio budismo, dentro de Seríndia, resultando num estilo heterogéneo do grego, chinês e persa. Na modernidade, a arte serindiana foi redescoberta pelas expedições realizadas por Marc Aurel Stein na Ásia Central, em inícios do século XX.

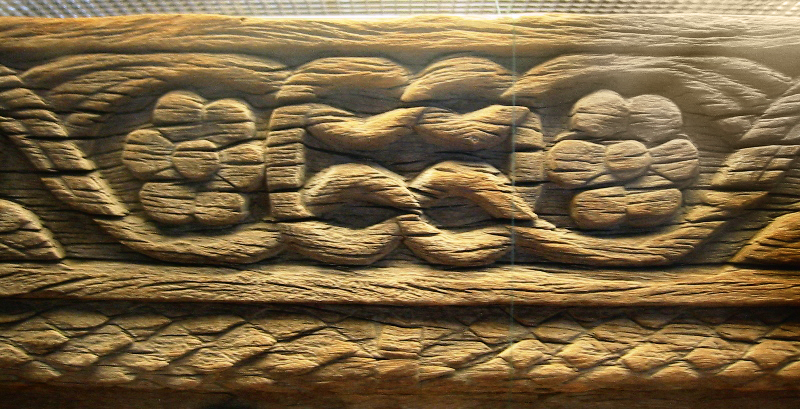
Viga de madeira esculpida no estilo helenístico, século II-IV.
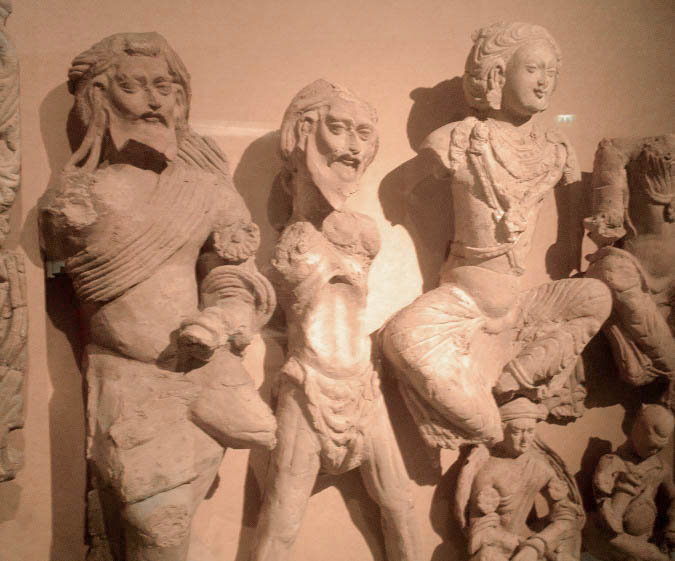
Grupo serindiano, terracota, Tumixuque (Xinjiang); século VI-VII.
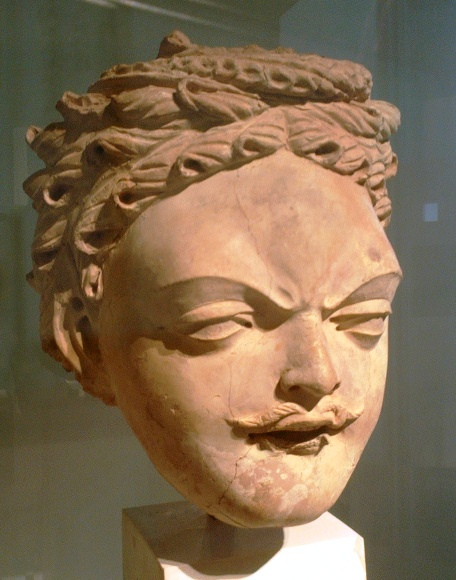
Busto de um homem serindiano, terracota, Tumixuque (Xinjiang) século VI-VII.
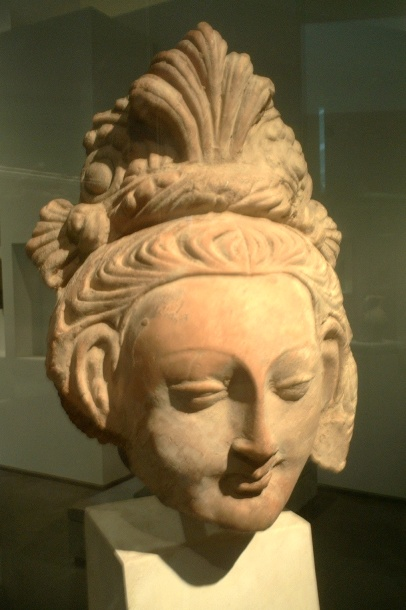
Busto de uma mulher serindiana Bodisatva, terracota, Tumixuque (Xinjiang) século VI-VII.
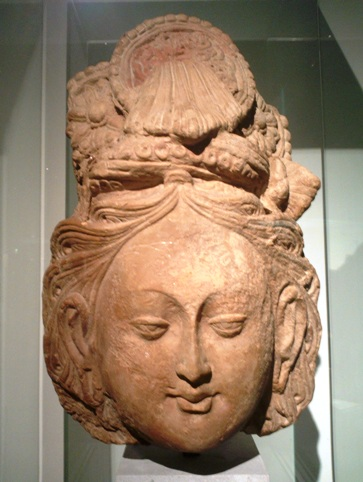
Busto serindiano, terracota, Tumixuque (Xinjiang) século VI-VII.
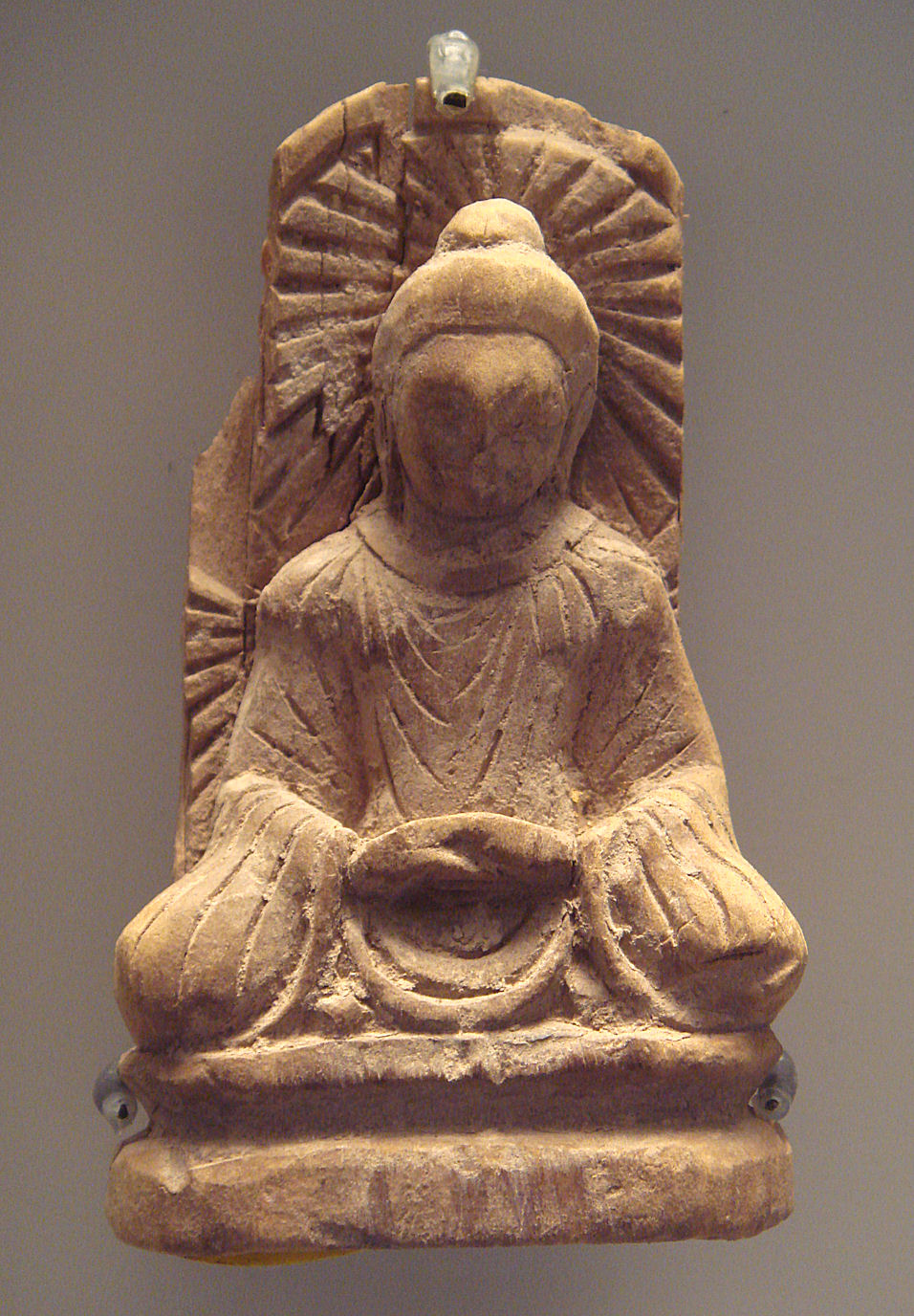
Estátua de Buda de Tumixuque, Xinjiang. século V.